# Judici a les Juntes
El Judici a les Juntes (Juicio a las Juntas en castellà) fou el procés judicial realitzat per la justícia civil a l'Argentina el 1985, per ordre del president Raúl Ricardo Alfonsín (en el mandat del 1983 al 1989) contra les tres primeres juntes militars de la dictadura autoanomenada Procés de Reorganització Nacional (1976-1983) degut a les greus i massives violacions de drets humans comesos en aquest període.
La sentència condemnà alguns integrants de les tres primeres juntes militars a severes penes. Aquests condemnats, posteriorment, van ser indultats el 1990 pel president Carlos Menem. A partir de 2006 la justícia va començar a declarar inconstitucionals els indults decretats.
El 15 de desembre de 1983, cinc dies després d'assumir com a president, Alfonsín sancionà els decrets 157 i 158. Pel primer s'ordenava enjudiciar els dirigents de les organitzacions guerrilleres Ejército Revolucionario del Pueblo i Montoneros; pel segon s'ordenava processar les tres juntes militars que van dirigir el país des del cop d'estat de 24 de març de 1976 fins a la Guerra de les Malvines.
El mateix dia creà una Comissió Nacional sobre la Desaparició de Persones CONADEP, integrada per personalitats independients per a revelar, documentar i registrar casos y proves de violacions de drets humans, i fundar així el judici a les juntes militars

## La sentència
El 9 de desembre es dictà la sentència condemnant Jorge Rafael Videla i Emilio Eduardo Massera a reclusió perpètua, Roberto Eduardo Viola a 17 anys de presó, Armando Lambruschini a 8 anys de presó i Orlando Ramón Agosti a 4 anys de presó. Els acusats Omar Domingo Rubens Graffigna, Leopoldo Galtieri, Jorge Isaac Anaya i Basilio Lami Dozo no foren condemnats per no haver-se pogut provar els delictes que se'ls imputaven.
La sentència fou llegida per León Arslanián en la seva condició de president de la Càmera Federal. Fonamentalment la sentència va reconèixer que les juntes van dissenyar i implementar un pla criminal i rebutjà la llei d'autoamnistia sancionada per l'últim govern militar. Assenyala també que cada força actuà autònomament i que les penes han de ser graduades en funció d'allò. Finalment, va concluir que la fiscalia no va poder provar que, amb posterioritat a 1980 s'haguessin comès crims que poguessin ser responsabilitat de la junta militar, exculpant així a la tercera junta (Galtieri, Amaya, Lami *Dozo).
En un dels paràgrafs de l'extensa sentència es pot llegir:
| « | En suma puede afirmarse que los comandantes establecieron, secretamente, un modo criminal de lucha contra el terrorismo. Se otorgó a los cuadros inferiores de las Fuerzas Armadas una gran discrecionalidad para privar de libertad a quienes aparecieran, según la información de inteligencia, como vinculados a la subversión; se dispuso que se los interrogara bajo tormentos y que se los sometiera a regímenes inhumanos de vida, mientras se los mantenía clandestinamente en cautiverio; se concedió, por fin, una gran libertad para apreciar el destino final de cada víctima, el ingreso al sistema legal (Poder Ejecutivo Nacional o justicia), la libertad o, simplemente, la eliminación física. | » |

| « | En suma pot afirmar-se que els comandants establiren, secretament, un mode criminal de lluita contra el terrorisme. S'atorgà als quadres inferiors de les Forces Armades una gran discrecionalitat per privar de llibertat a quins apareguessin, segons la informació de la intel·ligència, com vinculats a la subversió; es disposà que se'ls interrogués sota turments i que se'ls sotmetés a règims inhumats de vida, mentre se'ls mantenia clandestinament en captiveri; es concedí, finalment, una gran llibertat per a apreciar el destí final de cada víctima, l'ingrés al sistema legal (Poder Executiu Nacional o justícia), la llibertat o, simplement, l'eliminació física. | » |